# تشكل أكنان

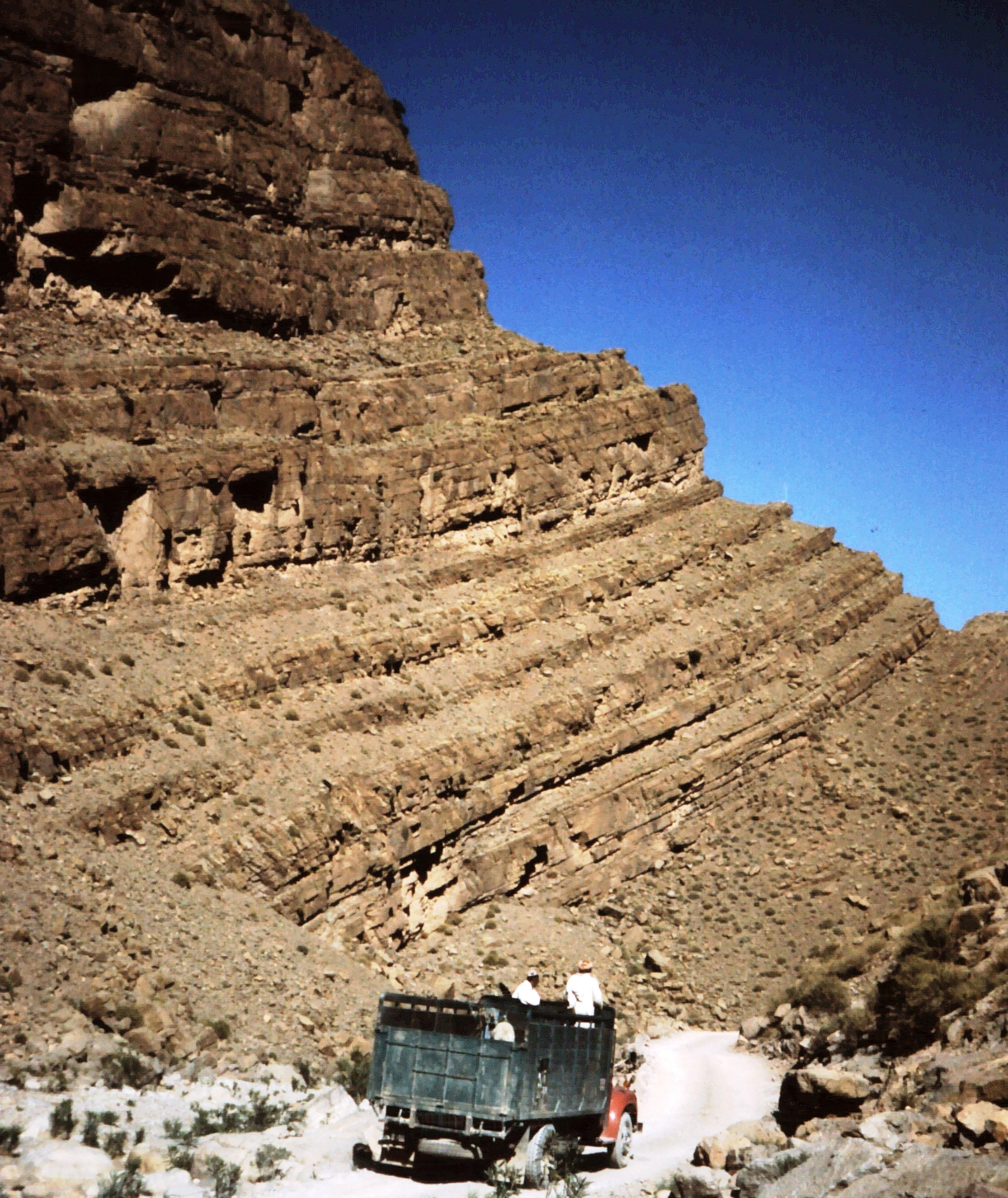
مترية ارتدادية لتسلسلات كربونات هيكتومترية "ضحلة لأعلى" في بحيرة وسط بحيرة في الأطلس الكبير ، المغرب. وقد لوحظت هذه الدورات على الحد الجنوبي من الصدع الأطلس ، في منطقة تودرا. ترتبط بتسارع الهبوط خلال الأوقات الليسية (الدورات الآلية)

تشكّل أكنان وقد يردُ في بعض المصادر باسمِ تكوين أكانان أو تشكّل أكانان هو تكوين جيولوجي لبيلينسباشي في المغرب. أُبلغَ عن آثار وحشيات الأرجل و‌ستيغوصوريات من التكوين.